# Jeff Cavins
Jeff Cavins, né le 8 novembre 1957, est un apologiste catholique, écrivain et bibliste américain. 

## Biographie
Cavins grandit à l'extérieur de Minneapolis au sein d'une famille catholique. Il rencontre sa femme Emily à l'université. Tandis qu'il se rendait à L'Institut Christ pour les Nations (en anglais : Christ for the Nations Institute), il remarqua la façon dont les convertis étaient attirés par la Bible, contrairement aux partisans de sa propre foi, qu'il pensait "morts". Par la suite, il quitta l'Église après une dispute avec un évêque catholique. 

### Pasteur évangélique
Lorsqu'il travaillait pour une station de radio chrétienne, Cavins se forma en tant que pasteur protestant. Après avoir achevé un programme à l'Institut du Ministère (en anglais : Institute of Ministry) de Bradenton, en Floride, il retourna dans le Minnesota comme premier pasteur du ministère Open Arms (en français : Bras Ouverts). Il y développa une itération de son programme Bible Timeline, se concentrant sur la compréhension des livres narratifs de la Bible, employant une frise chronologique à code couleur dans le but de démontrer les livres porteurs pour chaque élément. Elle deviendra plus tard la base de son programme Great Adventure Bible Study.

### Retour au catholicisme
Cavins décida de rejoindre l'Église catholique après une douzaine d'années passées en tant que pasteur évangélique. En 1996, il introduit sa Great Adventure Bible Timeline à l'Université franciscaine de Steubenville, où il enseigna l'Introduction aux Saintes Écritures. Dans l'année, le professeur de l'Université franciscaine Scott Hahn s'associe à lui afin de tourner Our Father's Plan, une série de treize épisodes basée sur le programme Timeline, qui sera diffusée sur Eternal Word Television Network.
Cavins obtient son Master of Arts de théologie en 1999.

## Projets d'évangélisation

### The Great Adventure Bible Study Program
Cavins développa The Great Adventure Bible Study Program, organisant la Bible en un plan de lecture structuré sur les parties narratives du texte.

### Podcast
The Great Adventure Bible Timeline a été utilisé, en 2021, en tant que cadre du célèbre podcast The Bible in a Year, animé par le Père Mike Schmitz, ponctué par quelques commentaires de Cavins. Le podcast fût numéro un en Amérique pendant dix-sept jours en 2021, puis pendant cinq jours en 2022,,,.

### Télévision
Mère Angelica, présidente d'Eternal Word Television Network, demanda à Cavins de développer un programme hebdomadaire en direct adressé aux jeunes. Cavins et sa famille déménagea à Birmingham, en Alabama, et lança Life on the Rock, qu'il anima pendant six années.

### Ouvrages
Cavins est l'auteur d'un grand nombre d'ouvrages, non traduits en français :
- My Life on the Rock, Walking with God: A Journey Through the Bible
- I’m Not Being Fed! Discovering the Food that Satisfies the Soul
- Praise God and Thank Him: Biblical Keys to a Joyful Life
- When You Suffer: Biblical Keys for Hope and Understanding
- Pope Fiction: Answers to 30 Myths & Misconceptions About the Papacy (avec Patrick Madrid)
- The Activated Disciple: Taking Your Faith to the Next Level[11].

### Archidiocèse de Saint Paul
En 2008, il a pris la direction de l'Institut catéchétique (en anglais : Catechetical Institute) de l'archevêque Harry J. Flynn à Saint Paul, dans le Minnesota, où il prépare les adultes à l'enseignement de la catéchèse à la maison, dans les paroisses, ainsi que dans les écoles confessionnelles.
En 2014, Cavins a été nommé directeur d'évangélisation de l'archidiocèse de Saint-Paul et Minneapolis.

### Année de la Miséricorde
En 2016, Cavins présenta une vidéo de réflexion dans le cadre d'une série en réponse au Jubilé de la Miséricorde déclaré par le pape François.

### Conférence paroissiale Amazing de Detroit
En avril 2016, Cavins était l'un des intervenants vedettes de la conférence paroissiale Amazing, s'adressant aux paroisses de l'archidiocèse de Détroit concernant les manières dont les paroisses peuvent inciter leurs paroissiens à s'impliquer davantage dans l'église.

## Prix
- "Représentant de l'Année" pour Excellence dans l'évangélisation (1997)[15]
- "Prix Unité" pour la meilleure émission télévisée catholique (2000)[15]
- "Prix Christ Apporte l'Espoir" pour Relevant Radio[16]

## Vie personnelle
Cavins est marié à Emily, et est père de trois filles.